# Who by fire
«Who by fire» — рассказ российского писателя Виктора Пелевина.
Впервые опубликован в середине 1990-х в журнале Playboy.Напечатан под названием Chelsea Hotel в журнале Playboy в спецвыпуске, посвященному трехлетию журнала в России, июль-август 1998. В 1999 году переведён на английский язык и напечатан в американском литературном журнале «Open City» под названием who by fire.. В 2005 году рассказ с небольшими изменениями вошёл в авторский сборник «Relics. Раннее и неизданное».

## Сюжет

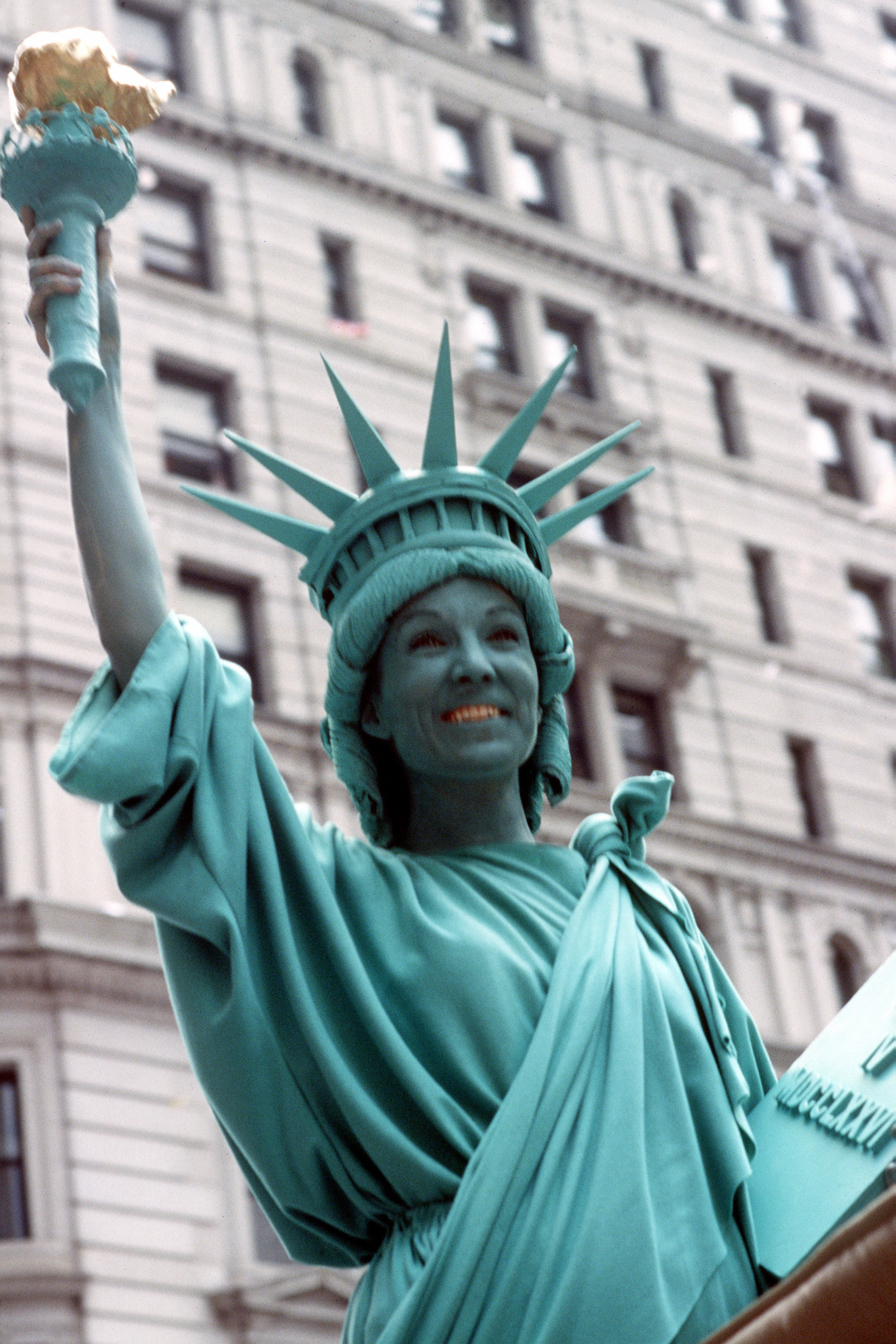
Женщина в костюме и гриме Статуи Свободы. Нью-Йорк, 1991 год

Действие происходит в 1990-х годах. Главный герой — Борис Марленович Солёный — олигарх, который может практически всё. Он прилетает из России в Нью-Йорк, так как у него возникло желание, чтобы уличная актриса, изображающая Статую Свободы в Саут-Стрит-Сипорт в Нью-Йорке, сделала ему минет. Причём соблазнить её он решает самостоятельно, так как этот акт орального секса для него имеет символическое значение.
Прилетев в Нью-Йорк, он надевает незаметный наушник, через который его помощники и консультанты подсказывают ему нужные фразы, шутки и интересные факты. Он знакомится с актрисой (Свободой), дарит ей конверт с деньгами и предлагает прогуляться вместе. Оказывается, что Свобода является поклонницей творчества Леонарда Коэна, тогда Солёный притворяется, что тоже поклонник Коэна и, благодаря подсказкам, начинает постоянно цитировать его песни. Олигарх приглашает Свободу в гостиницу «Челси», в номер, где проходили любовные свидания Дженис Джоплин и Леонарда Коэна.
Пока они едут туда, помощники Солёного быстро освобождают этот номер от постояльцев и разбрасывают по нему предметы, упоминаемые в текстах песен Коэна. В гостинице Свобода добровольно делает Солёному минет, пачкая его светлые брюки зелёным гримом со своего лица. После чего он снимает с головы парик, прощается со Свободой и улетает обратно в Россию.

## Название
Название рассказа идёт от известной песни Леонарда Коэна из альбома «New Skin for the Old Ceremony» (1974), которое, в свою очередь взято певцом из еврейской литургии Судного дня (Йом-Кипур), говорящее о том, какие казни постигнут в следующем году людей: «А некоторые будут судимы огнём…» Знает ли это олигарх Солёный, которому как раз меняют двигатель в личном самолёте, неизвестно. Другой намёк на огонь дан в конце рассказа, когда выясняется, что у главного героя «плешивая и словно опалённая адским огнём голова».

## Оценки
Рассказ привлёк внимание преимущественно лингвистов. Так, у исследователей вызвала интерес языковая игра на лексическом уровне, основанная на обыгрывании прямого и переносного значений слова. Также интерес лингвистов привлекло использование автором англоязычных вкраплений в текст рассказа названий песен певца Леонарда Коэна и цитат из них. Отступления писателя в рассказе от нормы, которая регулирует выбор между собирательными и количественными числительными, также не остались без внимания исследователей.